# Les Vikings de la Baltique
 (mai 2025).
Motif : pas de sources montrant la notoriété.
- Archive Wikiwix
- Bing
- Cairn
- DuckDuckGo
- E. Universalis
- Gallica
- Google
- G. Books
- G. News
- G. Scholar
- Persée
- Qwant
- (zh) Baidu
- (ru) Yandex
- (wd) trouver des œuvres sur Wikidata

| 1. | Préciser le motif de la pose du bandeau. | Précisez le motif de la pose du bandeau en utilisant la syntaxe suivante : {{admissibilité à vérifier\|date=mai 2025\|motif=remplacez ce texte par le motif}}                                   |
| 2. | Informer les utilisateurs concernés.     | Pensez à avertir le créateur de l'article, par exemple, en insérant le code ci-dessous sur sa page de discussion : {{subst:avertissement admissibilité à vérifier\|Les Vikings de la Baltique}} |

Les Vikings de la Baltique (The Vikings of the Baltic: A Tale of the North in the Tenth Century.) est un roman de George Dasent, publié en 1875.
Le sujet est l'histoire romancée de Vikings basés à Jomsborg et inspirée de la Jómsvíkinga saga.

## Traductions en français
- Les Vikings de la Baltique traduction de Émile Montégut, Paris, Hachette, 1877.